# 플랑크 길이

플랑크 길이(Planck length, {\displaystyle l_{p}})는 플랑크 단위로 알려진 기본 단위 중 하나로, 우리가 보통 알고 있는 공간이 더 이상 존재하지 않게 되는 크기를 말한다.
대략으로 말하면 플랑크 길이는 플랑크 질량을 갖는 블랙홀의 슈바르츠실트 반지름과 비슷하다.
{\displaystyle l_{P}={\sqrt {\frac {\hbar G}{c^{3}}}}=1.616255(18)\times 10^{-35}} m
여기서
{\displaystyle \hbar ={\frac {h}{2\pi }}} (디랙 상수 (환산 플랑크 상수), 플랑크 상수를 2{\displaystyle \pi }로 나눈 값)
{\displaystyle G} (중력 상수)
{\displaystyle c} (진공상의 빛의 속도)

## 플랑크 넓이
플랑크 넓이는 넓이의 플랑크 단위이며 {\displaystyle l_{P}^{2}}로 표현된다.
{\displaystyle l_{P}^{2}=2.6121\times 10^{-70}}m2

## 플랑크 부피
플랑크 부피는 부피의 플랑크 단위이며 {\displaystyle l_{P}^{3}}로 표현된다
{\displaystyle l_{P}^{3}=4.2217\times 10^{-105}}m3